# جوش سنج

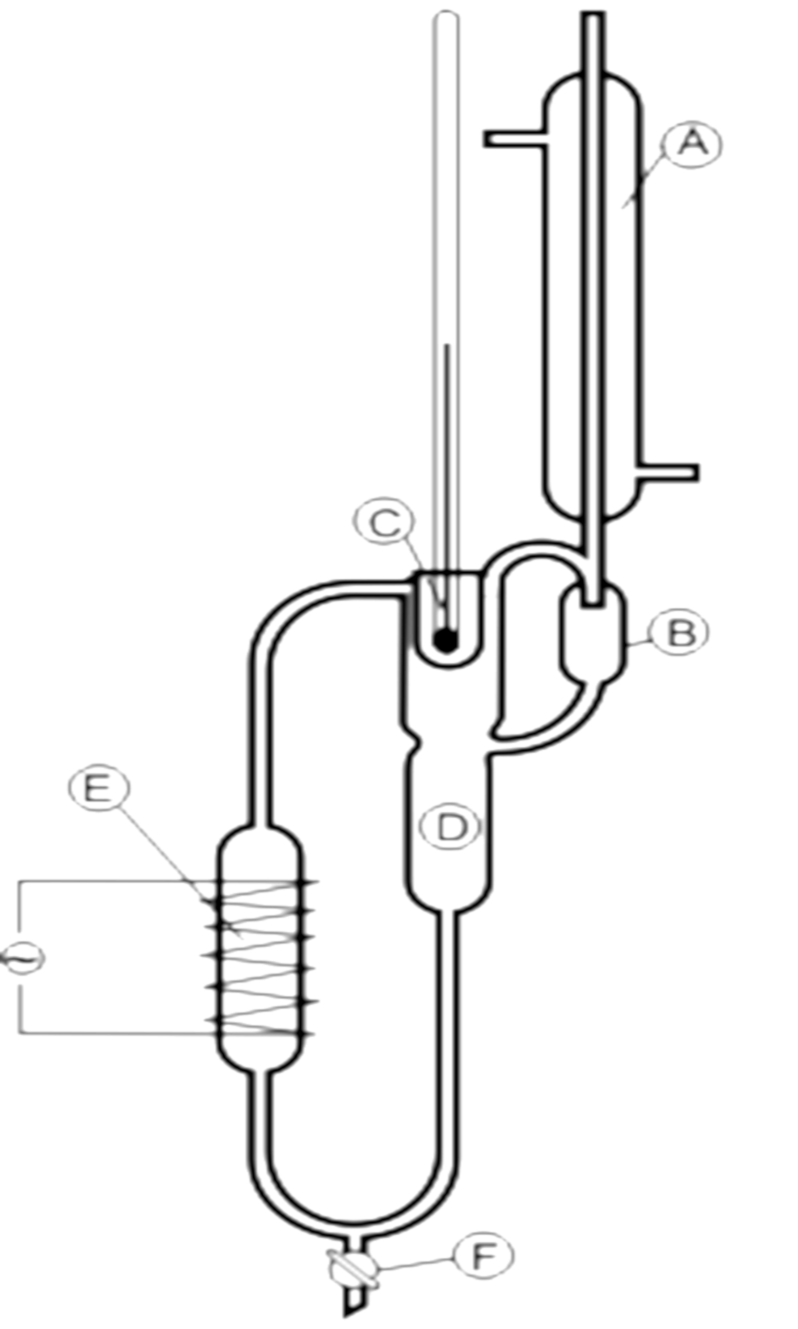
جوش سنج یا ابولیومتر Świetosławski

جوش سنج یا ابولیومتر (از لاتین ēbullīre به معنای جوش آوردن)، در تجهیزات آزمایشگاهی فیزیک، ابزاری است که برای اندازه‌گیری دقیق نقطه جوش مایعات با اندازه‌گیری دمای تعادل بخار-مایع به صورت فرآیند هم فشار (ایزوبار)، در فشار ثابت) یا به صورت فرآیند هم دما (ایزو ترم)، در دمای ثابت طراحی شده است.
اجزای اصلی در یک ابولیومتر Świętosławski که به صورت ایزوبار کار می کند شامل دیگ بخار، پمپ های کاترل، ترموول و کندانسور هستند. با استفاده از دماسنج مقاومتی (RTD) برای اندازه گیری شرایط نزدیک به تعادل ترموول، می توان از این نوع ابولیومتر برای اندازه گیری بسیار دقیق دمای جوش، وزن مولکولی، حلالیت متقابل و میزان خلوص حلال ها استفاده کرد.
ابولیومتر بیشتر برای اندازه گیری میزان الکل شراب های خشک استفاده می شود.